# Javier Ocampo Ruiz
Javier Ocampo Ruiz (Moyobamba, 2 de junio de 1944) es un profesor y político peruano. Fue presidente regional de San Martín en el año 2014 al suceder, por ser vicepresidente del Gobierno Regional de San Martín, al presidente regional César Villanueva Arévalo.
Nació en Moyobamba, Perú, el 2 de junio de 1944 y cursó sus estudios primarios y secundarios en su ciudad natal. Entre 1961 y 1965 cursó estudios superiores de educación en la Universidad Nacional de Trujillo. Desde entonces trabajó en el Colegio Nacional Serafín Filomeno donde él mismo había estudiado.
Su primera participación política se dio en las elecciones municipales de 1980 cuando postuló por la Izquierda Unida al cargo de alcalde de la provincia de Moyobamba sin éxito. En 1983 volvió a postular pero como candidato a una regiduría de la misma provincia, intentó que repitió en las elecciones municipales de 1998 sin obtener la elección en ninguna de ellas. En las elecciones regionales del 2006 fue candidato a vicepresidente del Gobierno Regional de San Martín por el partido Nueva Amazonía liderado por el candidato a presidente regional César Villanueva Arévalo resultado elegidos. Fue reelecto para ese mismo cargo, junto con Villanueva Arévalo, en las elecciones regionales del 2010.
Durante su segundo periodo, César Villanueva Arévalo fue nombrado Presidente del Consejo de Ministros por el presidente Ollanta Humala Tasso el 31 de octubre del 2013. Ante ello, Ocampo ejerció la presidencia regional en reemplazo de Villanueva. El 24 de enero del 2014, el Jurado Nacional de Elecciones reconoció la decisión del consejo regional de San Martín de declarar la vacancia de Villanueva y reconoció a Ocampo como nuevo presidente regional para completar el periodo 2011-2014.